# 甜杨
甜杨（学名：Populus suaveolens）是杨柳科杨属的植物。分布于土耳其、西伯利亚及中国的内蒙古等地，生长于海拔580米至650米的地区，一般生于河流两岸。

## 别名
西伯利亚白杨（中国树木分类学）

## 种下等级
- Populus suaveolens Fisch. var. elliptica C. Wang et C. F. Fang
- Populus suaveolens Fisch. var. oblonga C. Wang et C. F. Fang